# Dąbrowa Górnicza
Dąbrowa Górnicza ( [dɔ̃mˈbrɔva ɡurʲˈɲiʧ̑a], německy Dombrowa) je město v Polsku, ve Slezském vojvodství. Podle informací z počátku roku 2024 zde žije 112 876 obyvatel. Město je známé především svým hutnickým (Huť Katovice) a těžebním průmyslem.

## Pamětihodnosti
- kostel Panny Marie Andělské z let 1875, 1898–1912
- Městské muzeum „Sztygarka“ v areálu bývalého hornického úřadu
- Palác kultury Zagłębia z 50. let 20. století

## Osobnosti města
- Aleksander Zawadzki (1899–1964), politik, předseda státní rady Polské lidové republiky v letech 1952 až 1964[1]
- Dawid Podsiadło (* 1993), zpěvák a hudební skladatel[2]
- Maja Chwalińská (* 2001), profesionální tenistka[3]

## Partnerská města
- Cămpulung Moldovenesc (Rumunsko), od dubna 2004
- Alčevsk (Ukrajina), od 21. března 2006
- Studénka (Česko), od 6. ledna 2006